# 北丛井造像碑
北丛井造像碑，位于中国河北省邯郸市北丛井，为邯郸市武安市的一个省级文物保护单位，类型为石刻，公布时间为1982年7月23日。
北丛井造像碑的历史年代为东魏。